# Jet-Boys
Jet-Boys is een computerspel dat werd ontwikkeld door Paul Baker voor de Commodore 64. Het spel werd in 1987 uitgebracht door CRL. Het spel is een horizontaal scrollende Het spel kan door één of door twee spelers tegelijkertijd gespeeld worden.